# Мзевашвили, Алеко
Алеко Мзевашвили (груз. ალეკო მზევაშვილი; 10 марта 1995) — грузинский футболист, нападающий клуба «Чиатура».

## Карьера
Воспитанник тбилисского «Локомотива». В 2011 году подписал первый профессиональный контракт с «Локомотив» (Тбилиси), за который на протяжении двух сезонов успешно выступал в Первой лиге Грузии. В 2013 году подписал двухлетний контракт с одним из лучших клубов за всю историю Грузии — «Торпедо» (Кутаиси).
Выступал за юношескую сборную на ЧЕ до 17, где сумел отличиться забитым мячом и активной игрой.